# Âge d'or de l'alpinisme
Pour les articles homonymes, voir Âge d'or (homonymie).

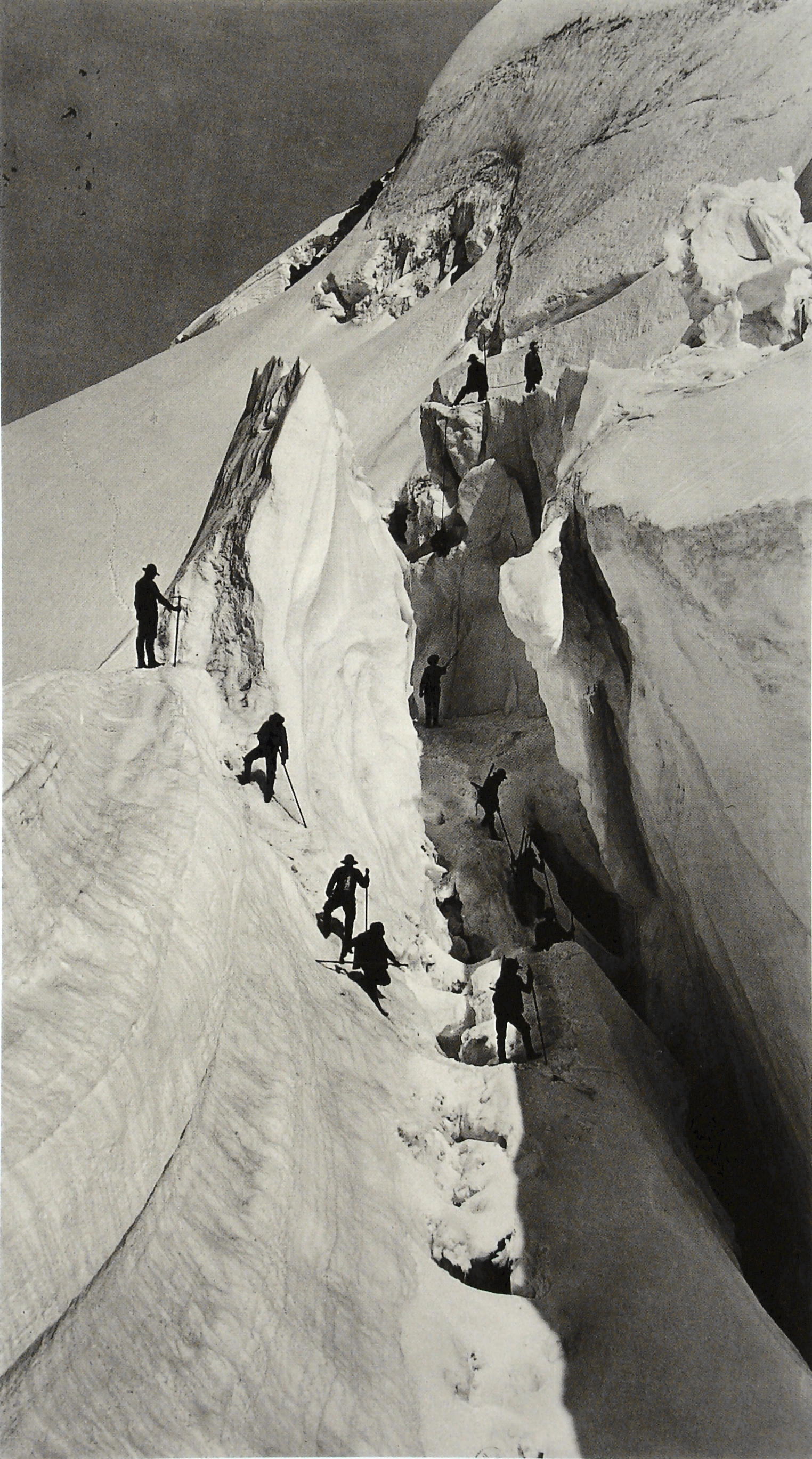
Les frères Bisson en 1862.

L’âge d'or de l'alpinisme, ou âge d'or de la conquête des Alpes est une expression qui désigne généralement la seconde moitié du XIXe siècle, période pendant laquelle la plupart des grands sommets des Alpes ont été gravis. Cette expression est due à l'alpiniste et historien de la montagne américain W. A. B. Coolidge, pour qui elle recouvre plus précisément les onze années entre l'ascension du Wetterhorn par Alfred Wills le 17 septembre 1854, et celle du Cervin par Edward Whymper le 14 juillet 1865.
Pour Sylvain Jouty, cette « expression, anglocentrée, perd cependant beaucoup de sa pertinence dès que l'on considère les premières ascensions effectuées par les Suisses (Studer), les Autrichiens (Stanig, Thurwieser), voire les Français (Puiseux) ». Mais par ailleurs, s'il est difficile de dater la naissance de l'alpinisme dans l'absolu, « [en] tant que sport et en tant que phénomène social, l'alpinisme naît incontestablement vers 1860, lors de ce qu'on appela son âge d'or : fondation des clubs alpins, naissance en différents pays de groupes sociaux intéressés par l'alpinisme pour lui-même sans justification scientifique, invention du concept de première, accomplie pour elle-même, sans qu'aucun autre intérêt particulier ne la nécessite ; apparition du métier de guide de haute montagne, apparition, aussi, d'une véritable idéologie alpine : recherche du « jamais fait » et de la difficulté, équipement de la haute montagne (refuges, sentiers […]), éclosion d'une littérature spécifique (livres et revues) ». 
Trevor Braham dénombre durant cette période trente-six premières ascensions de sommets des Alpes de plus de 4 000 mètres d'altitude (parmi lesquels trente de la liste officielle des 82 sommets principaux établie par l'UIAA en 1994), dont trente-et-une par des équipes britanniques (menées généralement par des guides suisses ou chamoniards), largement impliquées dans l'ascension de cent vingt sommets moins élevés — il n'y avait eu auparavant que 134 sommets gravis, dont seulement huit de plus de 4 000 mètres (la liste UIAA en recense quatorze, dont six sommets du mont Rose).
L'alpiniste et historien anglais Arnold Lunn, dans son ouvrage A Century of Mountaineering (1957) reprend l'idée d'un âge d'argent pour la période qui va de 1865 à 1888, de la conquête du Cervin à celle de la dent du Géant.

## Chronologie des premières ascensions

### Avant le Wetterhorn de Wills
- 15 août 1854 : Strahlhorn (4 190 m), par Christopher, Edmund et James Grenville Smyth avec Ulrich Lauener et Franz-Josef Andenmatten ;
- 1er septembre 1854 : Ostspitze, (4 634 m) par Christopher, Edmund et James Grenville Smyth.

### Âge d'or
- 1er août 1855 :  pointe Dufour (4 634 m), point culminant du mont Rose, par Charles Hudson, J. Birkbeck, C. Smyth, J. G. Smyth, E. J. Stevenson avec Ulrich Lauener, J. et M. Zumtaugwald et un porteur ;
- 8 août 1855 :  mont Blanc du Tacul (4 248 m), par un ou plusieurs membres de l'expédition de Charles Hudson et Edward Shirley Kennedy ;
- Août 1855 : Weissmies (4 023 m), par Jakob Christian Häuser et Peter Josef Zurbrigenn ;
- 5 août 1856 : aiguille du Midi (3 842 m), par Alexandre Devouassoux, Ambroise et Jean Simond ;
- 16 août 1856 : Wildstrubel (sommet ouest) par Edmund von Fellenberg avec Jakob Tritten ;
- 26 août 1856 : Lagginhorn (4 010 m), par Edvard Levi Ames, Johann Josef Imseng et trois anglais, avec Franz-Josef Andenmatten et trois autres guides ;
- 28 août 1856 Allalinhorn (4 027 m), par Edvard Levi Ames et Johann Joseph Imseng avec Franz-Joseph Andenmatten ;
- 15 août 1857 : Mönch (4 107 m), par Siegismund Porges avec Ulrich et Christian Kaufman et Christian Almer ;
- 8 septembre 1857 : Wildstrubel (Mittelgipfel), par Thomas W. Hinchcliff et Mr Bradshaw Smith avec Zacharie Cachat ;
- 19 septembre 1857 : Monte Pelmo (3 168 m) par John Ball ;
- 11 août 1858 : Eiger (3 967 m), par Charles Barrington, avec Christian Almer et Peter Bohren ;
- 11 septembre 1858 : Dom des Mischabel (4 545 m) par L. Davies avec Johann Zumtaugwald, Johann Kronig et Hieronymus Brantschen ;
- 11 septembre 1858 : Piz Morteratsch (3 751 m), par C. Brügger et Peter Gensler avec Karl Emmermann et Angelo Kleingutti ;
- 16 septembre 1858 : Nadelhorn (4 327 m) par Franz Andenmatten, B. Epiney, Aloys Supersaxo et J. Zimmermann ;
- 18 juin 1859 : Aletschhorn (4 195 m), par  Francis Fox Tuckett avec Johann Joseph Bennen, Peter Bohren, V. Tairraz ;
- 30 juillet 1859 : Grand Combin de Grafeneire, point culminant du Grand Combin (4 314 m, par C. Sainte Claire de Ville avec Daniel, Emanuel et Gaspard Ballay, et B. Dorsaz ;
- Août 1859 : Monte Leone par Johann Jakob Weilenmann seul ;
- 13 août 1859 : Bietschhorn (3 934 m), par Leslie Stephen avec  Anton Siegen, Johann Siegen et Joseph Ebener ;
- 23 août 1859 : Grivola (3 969 m), par John Ormsby et R. Bruce avec Ambrogio Dayné, Zacharie Cachat et Jean Tairraz ;
- 9 septembre 1859 : Rimpfischhorn (4 199 m), par Leslie Stephen et R. Living avec Melchior Anderegg et Johann Zumtaugwald ;
- 8 août 1860 : Grande Casse (3 855 m), par William Mathews, avec Michel Croz et Étienne Favre ;
- 9 août 1860 : Alphubel (4 206 m), par Leslie Stephen, T.W. Hinchliff avec Melchior Anderegg et Peter Perren ;
- 27 août 1860 :  Blümlisalp par R. Liveing, Leslie Stephen et J.K. Stone avec  Melchior Anderegg,  Pierre Simond et  Fritz Ogi ;
- 4 septembre 1860 : Grand Paradis (4 061 m), par John Jermyn Cowell et W. Dundas avec Michel-Ambroise Payot et Jean Tairraz ;
- 14 août 1861 : Schreckhorn (4 078 m), par Leslie Stephen avec Peter Michel, Ulrich Kaufmann et Christian Michel ;
- 19 août 1861 : Lyskamm oriental (4 527 m), par William Edward Hall, J.F. Hardy, J.A. Hudson, C.H. Pilkington, A.C. Ramsay, T. Rennison, F. Sibson et R.M. Stephenson avec Franz Lochmatter, Stefan Zumtaugwald, Jean-Pierre Cachat, Josef-Marie et Peter Perren ;
- 19 août 1861 : Weisshorn (4 505 m,  par John Tyndall avec Johann Joseph Bennen et Ulrich Wenger ;
- 23 août 1861 : Castor (4 228 m) par William Mathews et F.W. Jacomb avec Michel Croz ;
- 26 août 1861 :  Nordend au mont Rose) (4 609 m) par T.F. et Edward N. Buxton, J.J. Cowell avec Michel-Ambroise Payot ;
- 30 août 1861 : mont Viso (3 841 m), par William Mathews et Frederick William Jacomb, avec Jean-Baptiste Croz et Michel Croz ;
- 4 octobre 1861 : mont Pourri (3 779 m) par Michel Croz ;
- 18 juillet 1862 : dent Blanche (4 357 m), par William Wigram et Thomas Stuart Kennedy avec Jean-Baptiste Croz et Johann Kronig ;
- 23 juillet 1862 : Gross Fiescherhorn (4 049 m), par H.B. George et Adolphus Warburton Moore avec Christian Almer et Ulrich Kaufmann ;
- 31 juillet 1862 : Täschhorn (4 491 m), par Llewelyn Davies et J.H. Hayward avec Stefan et Johann Zumtaugwald et Peter-Josef Summermatter ;
- 12 août 1863 : dent d'Hérens (4 171 m), par Florence Crauford Grove, William Edward Hall, Reginald Somerled Macdonald et Montagu Woodmass avec Melchior Anderegg, Peter Perren et Jean-Pierre Cachat ;
- 16 août 1863 : pointe Parrot au mont Rose (4 432 m) par Reginald S. Macdonald, Florence Crauford Grove, Montagu Woodmass et William Edward Hall avec Melchior Anderegg et Peter Perren ;
- 25 juin 1864 : barre des Écrins (4 102 m) par A. W. Moore, Horace Walker et Edward Whymper avec Christian Almer et Michel Croz ;
- 1er août 1864 : Pollux (4 092 m), par J. Jacot avec Peter Taugwalder père et M.J. Perrin ;
- 16 août 1864 : Lyskamm occidental (4 479 m) par Leslie Stephen et E.N.Buxton avec Jakob Anderegg et Franz Biner ;
- 22 août 1864 : Zinalrothorn (4 221 m), par  Leslie Stephen, Florence Crauford Grove avec Jakob et Melchior Anderegg ;
- 24 juin 1865 : pointe Whymper des Grandes Jorasses (4 184 m), par Edward Whymper avec Michel Croz, Christian Almer et Franz Biner ;
- 29 juin 1865 : aiguille Verte (4 122 m), par Edward Whymper avec Christian Almer et Franz Biner ;
- 6 juillet 1865 : Ober Gabelhorn (4 063 m), par A. W. Moore, Horace Walker avec Jakob Anderegg ;
- 14 juillet 1865 : ascension tragique du Cervin (4 478 m) par Edward Whymper, Charles Hudson, Douglas Hadow, et Francis Douglas avec Michel Croz, Peter Taugwalder père et fils.

Cet âge d'or est également marqué par l'accroissement des premières, quinze en 1861, dix-sept en 1863, quarante-trois en 1865.

### Autres âges d'or
- Henri Isselin, L'âge d'or de l'alpinisme : 1919-1950, Arthaud, 1983 (critique, Montagne et Alpinisme no 2 - 1984